# Saint-Jean-de-Sauves
Saint-Jean-de-Sauves – miejscowość i gmina we Francji, w regionie Nowa Akwitania, w departamencie Vienne.
Według danych na rok 1990 gminę zamieszkiwało 1 436 osób, a gęstość zaludnienia wynosiła 25 osób/km² (wśród 1467 gmin regionu Poitou-Charentes, Saint-Jean-de-Sauves plasuje się na 200. miejscu pod względem liczby ludności, natomiast pod względem powierzchni na miejscu 22.).